# 李鈺 (道光舉人)
李鈺（1801年7月14日—？），字叔玉，號相圃，一號式夫，直隸河間府河間縣人，居阜春門白獅子街，清朝政治人物。

## 生平
道光五年（1825年）乙酉科拔貢
道光八年（1828年），任廣昌縣儒學教諭
道光十四年（1834年）甲午科順天鄉試第二百三十二名舉人
道光二十二年（1842年）十一月，署樂至縣知縣
道光二十六年（1846年）五月，署什邡縣知縣
道光二十八年（1848年）二月，署綦江縣知縣
咸豐四年（1854年）七月，署鄰水縣知縣
同年，署筠連縣知縣
咸豐五年（1855年）十二月，署冕寧縣知縣，咸豐八年（1858年）十二月離任
咸豐七年（1857年）八月，勦辦四川越巂廳夷匪出力，賞戴花翎
咸豐九年（1859年）八月，發往四川以知府用
咸豐十年（1860年）十一月，署眉州直隸州知州
同治五年（1866年），署重慶府知府